# Sbor Církve adventistů sedmého dne Praha-Chodov
Sbor Církve adventistů sedmého dne Praha-Chodov se schází v evangelickém kostele Českobratrské církve evangelické v Praze 4 – Jižní Město, na adrese Donovalská 2331/53. Autorem stavby je akad. arch. Jiří Veselý. Dům je dvoupatrový.
Sbor vznikl v roce 1990 a sídlí v tomto kostele od února 2008.
Sbor měl v roce 2010 zapsaných 63 členů.
Kazatelem sboru je br. Michal Balcar, který je zároveň kazatelem na sboru na Vinohradech. Starším sboru byl v roce 2014 zvolen br. Radek Veselý.
Sbor se schází na bohoslužby pravidelně každou sobotu v 9:30.